# Équipe d'Uruguay de football à la Coupe du monde 1930

Le onze uruguayen avant de disputer la finale. Debout : Gestido, Nasazzi, Ballestero, Mascheroni, Andrade et Fernández. Accroupis : Dorado, Scarone, Castro, Cea et Iriarte.

L'équipe d'Uruguay de football a remporté la coupe du monde de football de 1930.

## Joueurs et encadrement
| Nom                | Nom                 | Club                      | Date de naissance  | J.              | Buts            |                 |                 |                 |
| Gardiens de but    | Gardiens de but     | Gardiens de but           | Gardiens de but    | Gardiens de but | Gardiens de but | Gardiens de but | Gardiens de but | Gardiens de but |
| ------------------ | ------------------- | ------------------------- | ------------------ | --------------- | --------------- | --------------- | --------------- | --------------- |
|                    | Enrique Ballesteros | Rampla Juniors            | 18 janvier 1905    | 4               | - 3             | 0               | 0               | 0               |
|                    | Miguel Capuccini    | Peñarol Montevideo        | 5 janvier 1904     | 0               | 0               | 0               | 0               | 0               |
| Défenseurs         |                     |                           |                    |                 |                 |                 |                 |                 |
|                    | Ernesto Mascheroni  | Olimpia Montevideo        | 21 novembre 1907   | 3               | 0               | 0               | 0               | 0               |
|                    | José Nasazzi        | Bella Vista Montevideo    | 24 mai 1901        | 4               | 0               | 0               | 0               | 0               |
|                    | Emilio Recoba       | Nacional Montevideo       | 3 novembre 1904    | 0               | 0               | 0               | 0               | 0               |
|                    | Domingo Tejera      | Montevideo Wanderers      | 22 juillet 1899    | 1               | 0               | 0               | 0               | 0               |
| Milieux de terrain |                     |                           |                    |                 |                 |                 |                 |                 |
|                    | José Andrade        | Nacional Montevideo       | 22 novembre 1901   | 4               | 0               | 0               | 0               | 0               |
|                    | Lorenzo Fernández   | Peñarol Montevideo        | 20 mai 1900        | 4               | 0               | 0               | 0               | 0               |
|                    | Alvaro Gestido      | Peñarol Montevideo        | 17 mai 1907        | 4               | 0               | 0               | 0               | 0               |
|                    | Ángel Melogno       | Bella Vista Montevideo    | 22 mars 1905       | 0               | 0               | 0               | 0               | 0               |
|                    | Conduelo Píriz      | Nacional Montevideo       | 17 juin 1905       | 0               | 0               | 0               | 0               | 0               |
|                    | Carlos Riolfo       | Peñarol Montevideo        | 5 novembre 1905    | 0               | 0               | 0               | 0               | 0               |
| Attaquants         |                     |                           |                    |                 |                 |                 |                 |                 |
|                    | Peregrino Anselmo   | Peñarol Montevideo        | 30 avril 1902      | 2               | 3               | 0               | 0               | 0               |
|                    | Juan Carlos Calvo   | Miramar Misiones          | 26 juin 1906       | 0               | 0               | 0               | 0               | 0               |
|                    | Héctor Castro       | Nacional Montevideo       | 29 novembre 1904   | 2               | 2               | 0               | 0               | 0               |
|                    | Pedro Cea           | Nacional Montevideo       | 1er septembre 1900 | 4               | 5               | 0               | 0               | 0               |
|                    | Pablo Dorado        | Bella Vista Montevideo    | 22 juin 1908       | 3               | 2               | 0               | 0               | 0               |
|                    | Santos Iriarte      | Racing Club de Montevideo | 2 novembre 1902    | 4               | 2               | 0               | 0               | 0               |
|                    | Pedro Petrone       | Nacional Montevideo       | 11 mai 1904        | 1               | 0               | 0               | 0               | 0               |
|                    | Zoilo Saldombide    | Montevideo Wanderers      | 18 mars 1905       | 0               | 0               | 0               | 0               | 0               |
|                    | Héctor Scarone      | Nacional Montevideo       | 26 novembre 1898   | 3               | 1               | 0               | 0               | 0               |
|                    | Santos Urdinarán    | Nacional Montevideo       | 30 mars 1900       | 1               | 0               | 0               | 0               | 0               |
| Sélectionneur      |                     |                           |                    |                 |                 |                 |                 |                 |
|                    | Alberto Suppici     |                           |                    |                 |                 |                 |                 |                 |

## Compétition

### Premier tour

#### Uruguay-Pérou
| 18 juillet 1930                     | Uruguay                                                                                               | 1 – 0   | Pérou | Stade Centenario (Montevideo)                  |                                                |
| 14 h 30 · Historique des rencontres | Castro 65e                                                                                            | (0 - 0) | | Spectateurs : 57 735 Arbitrage : John Langenus | Spectateurs : 57 735 Arbitrage : John Langenus |
| 14 h 30 · Historique des rencontres | Rapport                                                                                               |         | | Spectateurs : 57 735 Arbitrage : John Langenus | Spectateurs : 57 735 Arbitrage : John Langenus |
| 14 h 30 · Historique des rencontres | Ballestero - Tejera, Nasazzi - Andrade, Fernández, Gestido - Urdinarán, Castro, Petrone, Cea, Iriarte | Équipes | Pardón - De las Casas, Maquilón - Galindo , Denegri, Astengo - Lores, Villanueva, Lavalle, Neyra, Souza Ferreira | Spectateurs : 57 735 Arbitrage : John Langenus | Spectateurs : 57 735 Arbitrage : John Langenus |

#### Uruguay-Roumanie
| 21 juillet 1930                     | Uruguay                                                                                                 | 4 – 0   | Roumanie                                                                                        | Stade Centenario (Montevideo)                  |                                                |
| 14 h 50 · Historique des rencontres | Dorado 7e · Scarone 28e · Anselmo 31e · Cea 80e                                                         | (3 - 0) |                                                                                                 | Spectateurs : 70 022 Arbitrage : Gilberto Rêgo | Spectateurs : 70 022 Arbitrage : Gilberto Rêgo |
| 14 h 50 · Historique des rencontres | Rapport                                                                                                 |         |                                                                                                 | Spectateurs : 70 022 Arbitrage : Gilberto Rêgo | Spectateurs : 70 022 Arbitrage : Gilberto Rêgo |
| 14 h 50 · Historique des rencontres | Ballestero - Mascheroni, Nasazzi - Andrade, Fernández, Gestido - Dorado, Scarone, Anselmo, Cea, Iriarte | Équipes | Lăpușneanu - Bürger, Czako - Eisenbeisser, Vogl, Robe - Kovacs, Deșu, Wetzer , Raffinsky, Barbu | Spectateurs : 70 022 Arbitrage : Gilberto Rêgo | Spectateurs : 70 022 Arbitrage : Gilberto Rêgo |

#### Classement
| Rang | Équipe   | Pts | J | G | N | P | Bp | Bc | Diff |  | Résultats (▼ dom., ► ext.) |  |     |     |
| ---- | -------- | --- | - | - | - | - | -- | -- | ---- |  | -------------------------- |  | --- | --- |
| 1    | Uruguay  | 4   | 2 | 2 | 0 | 0 | 5  | 0  | +5   |  | Uruguay                    |  | 4-0 | 1-0 |
| 2    | Roumanie | 2   | 2 | 1 | 0 | 1 | 3  | 5  | -2   |  | Roumanie                   |  |     | 3-1 |
| 3    | Pérou    | 0   | 2 | 0 | 0 | 2 | 1  | 4  | -3   |  | Pérou                      |  |     |     |

### Demi-finale
| 27 juillet 1930                     | Uruguay                                                                                                 | 6 – 1   | Yougoslavie | Stade Centenario (Montevideo)                  |                                                |
| 14 h 45 · Historique des rencontres | Cea 19e, 66e, 72e · Anselmo 21e, 23e · Iriarte 63e                                                      | (3 - 1) | 4e Vujadinović                                                                                                   | Spectateurs : 79 867 Arbitrage : Gilberto Rêgo | Spectateurs : 79 867 Arbitrage : Gilberto Rêgo |
| 14 h 45 · Historique des rencontres | Rapport                                                                                                 |         | | Spectateurs : 79 867 Arbitrage : Gilberto Rêgo | Spectateurs : 79 867 Arbitrage : Gilberto Rêgo |
| 14 h 45 · Historique des rencontres | Ballestero - Mascheroni, Nasazzi - Andrade, Fernández, Gestido - Dorado, Scarone, Anselmo, Cea, Iriarte | Équipes | Jakšić - Ivković , Mihajlović - Arsenijević, Stefanović, Đokić - Tirnanić, Marjanović, Bek, Vujadinović, Sekulić | Spectateurs : 79 867 Arbitrage : Gilberto Rêgo | Spectateurs : 79 867 Arbitrage : Gilberto Rêgo |

### Finale
| 30 juillet 1930                     | Uruguay                                         | 4 – 2   | Argentine                  | Stade Centenario (Montevideo)                                        |                                                                      |
| 15 h 30 · Historique des rencontres | Dorado 12e · Cea 57e · Iriarte 68e · Castro 90e | (1 - 2) | 20e Peucelle · 37e Stábile | Spectateurs : 68 346 · Arbitrage : John Langenus · Photos du match · | Spectateurs : 68 346 · Arbitrage : John Langenus · Photos du match · |
| 15 h 30 · Historique des rencontres | Rapport                                         |         |                            | Spectateurs : 68 346 · Arbitrage : John Langenus · Photos du match · | Spectateurs : 68 346 · Arbitrage : John Langenus · Photos du match · |

|  | Joueurs : G Enrique Ballestero D Ernesto Mascheroni D José Nasazzi M José Andrade M Lorenzo Fernández M Pelegrín Gestido A Pablo Dorado A Héctor Scarone A Héctor Castro A José Cea A Santos Iriarte Entraîneur : Alberto Suppici Adjoint technique : Pedro Arispe | Finale de la Coupe du monde 1930 |  | Joueurs : G Juan Botasso D José Della Torre D Fernando Paternoster M Juan Evaristo M Luis Monti M Pedro Suárez A Carlos Peucelle A Francisco Varallo A Guillermo Stábile A Manuel Ferreira A Mario Evaristo Entraîneur : Francisco Olazar Adjoint technique : Juan José Tramutola |